# British-Irish Council
Der Britisch-Irische Rat (englisch: British-Irish Council, BIC; irisch: Comhairle na Breataine-na hÉireann) ist eine zwischenstaatliche Organisation der britischen Inseln. Sie soll die Zusammenarbeit und Kooperation zwischen ihren Mitgliedern in einer Reihe von Bereichen wie u. a. Verkehr, Umwelt und Energie verbessern. Die Organisation besteht aus drei der vier Landesteile des Vereinigten Königreichs sowie den britischen Kronbesitzungen und der Republik Irland. England ist als Teil der britischen Regierung mit Sitz in London repräsentiert, da es keine eigenständige englische Verwaltung oder Regierung gibt.
Das BIC hat ein ständiges Sekretariat in Edinburgh, Schottland, und trifft sich zu halbjährlichen Gipfeltreffen und häufigeren Ministertreffen. Die insgesamt neun Staatschefs (Nordirland hat zwei) der acht Mitglieder des British-Irish Council treffen sich damit zweimal im Jahr, um Themen von gegenseitigem Interesse zu diskutieren.

## Geschichte
Die britische und die irische Regierung sowie die politischen Parteien in Nordirland haben sich im Rahmen des britisch-irischen Abkommens, das Teil des Karfreitagsabkommens von 1998 ist, auf die Bildung eines Rates für die britischen Inseln geeinigt. Der Rat wurde am 2. Dezember 1999, als das Abkommen in Kraft trat, formell gegründet. Zu den ersten Namensvorschlägen für den Rat gehörten die Bezeichnungen Council of the British Isles oder Council of the Isles, und der Rat war manchmal unter dem letztgenannten Namen bekannt. Aufgrund der Empfindlichkeiten im Zusammenhang mit dem Begriff „Britische Inseln“, insbesondere in Irland, einigte man sich jedoch auf den Namen British-Irish Council.

## Mitglieder
Folgende Regierungen sind Mitglieder des British-Irish Council:
| Mitglied               | Vertreter             | Parlament                             | Status        | Mitglied seit |
| ---------------------- | --------------------- | ------------------------------------- | ------------- | ------------- |
| Vereinigtes Königreich | Premierminister       | Parlament des Vereinigten Königreichs | Staat         | 1999          |
| Irland                 | Taoiseach             | Oireachtas                            | Staat         | 1999          |
| Schottland             | First Minister        | Schottisches Parlament                | Landesteil    | 1999          |
| Wales                  | First Minister        | Senedd                                | Landesteil    | 1999          |
| Nordirland             | First Minister        | Northern Ireland Assembly             | Landesteil    | 1999          |
| Nordirland             | Deputy First Minister | Northern Ireland Assembly             | Landesteil    | 1999          |
| Jersey                 | Chief Minister        | States of Jersey                      | Kronbesitzung | 1999          |
| Isle of Man            | Chief Minister        | Tynwald                               | Kronbesitzung | 1999          |
| Guernsey               | P&RC President        | States of Guernsey                    | Kronbesitzung | 1999          |

## Zweck
Der Rat wurde etabliert, um die „weitere Förderung positiver, praktischer Beziehungen zwischen den Menschen auf den britischen Inseln“ zu gewährleisten und ein „Forum für Konsultation und Zusammenarbeit“ zu bieten. Laut den eigenen Angaben soll der Rat „Informationen austauschen, erörtern, konsultieren und sich nach besten Kräften bemühen, eine Einigung über die Zusammenarbeit in Angelegenheiten von gemeinsamem Interesse zu erzielen, die in den Zuständigkeitsbereich der jeweiligen Verwaltungen fallen“.
Der Council hatte 2023 die folgenden zwölf Arbeitsbereiche (Work Sectors):
- Gemeinschaftliche Raumplanung
- Kreativindustrien
- Demografie
- Digitale Inklusion
- Kinder und Jugendliche
- Energie
- Umwelt
- Wohnen
- Minderheitensprachen
- Drogen und Alkohol
- Soziale Teilhabe
- Verkehr